# تليل الصالحي
تلِيل الصَالِحِي قرية تقع في معتمدية الفحص بولاية زغوان بالوسط التونسي.

### مواضيع ذات علاقة
- معتمدية الفحص.
- ولاية زغوان.

1. ↑  "المناطق الترابية (العمادات) حسب الولايات والمعتمديات". اطلع عليه بتاريخ 2024-11-30.